# Villa des Glizières
La villa des Glizières est une voie située dans le quartier d'Auteuil du 16e arrondissement de Paris.

## Situation et accès
La villa des Glizières est desservie par la ligne 10 à la station Mirabeau.

## Origine du nom
Le nom de la voie rappelle le lieu-dit les Glizières, qui faisait allusion aux glaisières, terrains d'où était tirée la glaise autrefois.

## Historique
Ouverte par un arrêté municipal du 29 avril 1997 sous le nom provisoire de « voie G/16 », elle prend sa dénomination actuelle par un autre arrêté municipal en date du 30 décembre 1999.

## Bâtiments remarquables et lieux de mémoire
- Siège de la Fondation pour la recherche stratégique.